# De Viking

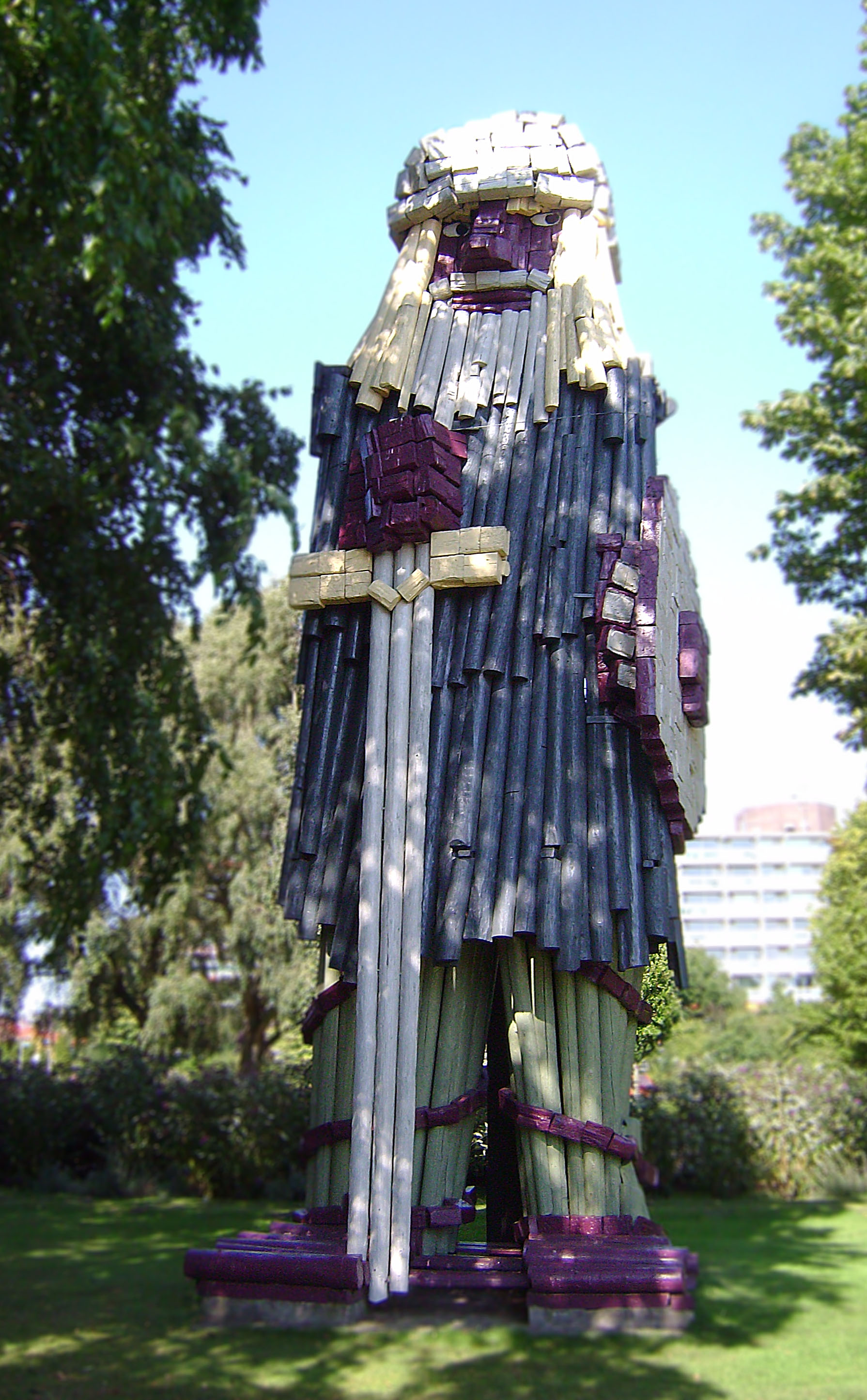
De tweede versie van de Viking, uit 1993

De Viking is een beeld van de Zweedse beeldhouwer Calle Örnemark. De assemblage van hout verwijst naar de legendarische Viking Björn Järnsida en staat in de Nederlandse stad Amersfoort, in de wijk Liendert.
Örnemark ontving de opdracht voor het beeld in 1977 en de eerste versie van De Viking werd in 1978 geplaatst, ter gelegenheid van de jaarlijkse Keistadfeesten, die toen Zweden als thema hadden. In de jaren zeventig, de begintijd van deze feesten, gingen die gepaard met het door de stad trekken van grote keien uit diverse Europese landen en zo kwam De Viking samen met een Zweedse kei naar Amersfoort. Het twaalf meter hoge beeld was gemaakt van sloophout, afkomstig van een 17e-eeuwse Zweedse boerderij. Op de voet van het beeld staat: gud bevare oss för vikingen. Vertaald: God behoede ons voor de Vikingen.
Het sloophout bleek niet bestand tegen het Nederlandse klimaat. In 1986 kwam Örnemark daarom nogmaals naar Amersfoort, om de vermolmde Viking te restaureren, maar die restauratie heeft De Viking niet kunnen redden. Daarom werd er in 1993 een tweede, iets kleinere versie van het beeld geplaatst, nu van geïmpregneerd hout. Het beeld staat centraal in Liendert, op de Vogelweide aan de Van Randwijcklaan, bij de rotonde met de Zangvogelweg.

## Tweede versie: beschrijving
De tweede versie van het beeld geeft een schematisch ogende voorstelling van een staande Vikingfiguur die met zijn rechterhand een zwaard vasthoudt, dat hij voor zich op de grond geplaatst heeft. Aan de linkerarm draagt het beeld een min of meer rond schild. De mate van detaillering van het beeld komt overeen met het formaat van de houten onderdelen; gezichtstrekken, haar, baard en helm zijn ruw aangegeven. Van de ogen zijn het oogwit en de iris herkenbaar en deze elementen zijn kleiner dan de overige detaillering. Voor lichaam, benen en zwaard zijn de onderdelen ruwweg verticaal geplaatst, maar om de benen draait een spiraal van blokken in contrasterende richting en kleur. Het plateau, de voeten en de pareerstang van het zwaard zijn horizontaal opgebouwd, schild en helm uit blokken zonder duidelijke richting. De verschillende onderdelen hebben een eigen kleur, eventueel met een contrastkleur. De vormgeving verwijst naar naïeve kunst.
De figuur kijkt, evenwijdig aan de Van Randwijcklaan, over de rotonde heen in zuidwestelijke richting. Het staat in een groepje bomen, die anno 2017 hoger zijn dan het beeld.